# Фридрих V (Хесен-Хомбург)
Вижте пояснителната страница за други личности с името Фридрих V.
Фридрих V Лудвиг Вилхелм фон Хесен-Хомбург (на немски: Friedrich V Ludwig Wilhelm Christian von Hessen-Homburg; * 30 януари 1748 в Хомбург фор дер Хьое; † 20 януари 1820 също там) е от 1751 г. до смъртта си ландграф на Хесен-Хомбург.
Той е единствен син на ландграф Фридрих IV фон Хесен-Хомбург (1724–1751) и Улрика Луиза фон Солмс-Браунфелс (1731–1792), дъщеря на княз Фридрих Вилхелм фон Солмс-Браунфелс. През 1747–1756 г. Лудвиг VIII фон Хесен-Дармщат окупира Хесен-Хомбург.
Фридрих V поема управлението на ландграфство Хесен-Хомбург на 22 март 1766 г. Той не е войнствен, подкрепя германската духовна история. Учени, поети и музиканти са винаги добре дошли в малкия двор на Хомбург. Йохан Волфганг фон Гьоте е известно време негов гост. Фридрих се грижи за училишнтната система и за библиотеката си като набавя философска, военна и теологична литертура.
Фридрих V се жени на 27 септември 1768 г. за принцеса Каролина Дармщатска (1746-1821), дъщеря на Лудвиг IX, ландграф на Хесен-Дармщат, и Хенриета Каролина. Тя е сестра на Фредерика Луиза фон Хесен-Дармщат (1751-1805), кралица на Прусия, съпруга на крал Фридрих Вилхелм II. Те имат 15 деца.
Обичният ландграф Фридрих умира на 20 януари 1820 г. и е погребан в гробницата на дворец Бад Хомбург.

## Деца
- Фридрих VI (1769 – 1829), ландграф на Хесен-Хомбург
∞ 1818 принцеса Елизабет от Великобритания (1770 – 1840), дъщеря на Джордж III
- Лудвиг (1770 – 1839)
∞ 1804 принцеса Августа фон Насау-Узинген (1778 – 1846), разведен 1805
- Каролина Улрика Луиза (1771 – 1854)
∞ 1791 княз Лудвиг Фридрих II фон Шварцбург-Рудолщат (1767 – 1807)
- Луиза Улрика (1772 – 1854)
∞ 1793 принц Карл Гюнтер фон Шварцбург-Рудолщат (1771 – 1825)
- Амалия (1774 – 1846)
∞ 1792 наследствен принц Фридрих фон Анхалт-Десау (1769 – 1814)
- Августа (1776 – 1871)
∞ 1818 наследствен велик херцог Фридрих Лудвиг фон Мекленбург-Шверин (1778 – 1819)
- Филип (1779 – 1846), ландграф на Хессен-Хомбург
∞ 1838 (морг.) Антония Потошниг (1806 – 1845), „графиня на Наумбург“ 1838
- Густав (1781 – 1848), ландграф на Хесен-Хомбург
∞ 1818 принцеса Луиза фон Анхалт-Десау (1798 – 1858)
- Фердинанд (1783 – 1866), ландграф на Хесен-Хомбург
- Мария Анна Амалия (1785 – 1846)
∞ 1804 принц Фридрих Вилхелм Карл фон Прусия (1783 – 1851)
- Леополд (1787 – 1813), убит в битката при Гросгьоршен